# جان دلینگ
جان دلینگ (انگلیسی: John Loaring; ۳ اوت ۱۹۱۵ – ۲۱ نوامبر ۱۹۶۹) ورزشکار دو و میدانی اهل کانادا بود.
وی در مسابقات کشوری و بین‌المللی در مجموع برندهٔ ۳ مدال طلا، ۱ مدال نقره شده‌است.